# Monte de El Pardo
Monte de El Pardo este o arie protejată (arie de protecție specială avifaunistică — SPA) din Spania întinsă pe o suprafață de 15.298,7 ha, integral pe uscat.

## Localizare
Centrul sitului Monte de El Pardo este situat la coordonatele 40°32′38″N 3°47′45″W / 40.5439°N 3.7958°V.

## Înființare
Situl Monte de El Pardo a fost declarat arie de protecție specială avifaunistică în februarie 1988 pentru a proteja 64 de specii de animale.

## Biodiversitate
Situată în ecoregiunea mediteraneană, aria protejată nu include niciun habitat protejat.
La baza desemnării sitului se află mai multe specii protejate:
- păsări (53): fluierar de munte (Actitis hypoleucos), vulturul negru (Aegypius monachus), pescăruș albastru (Alcedo atthis), rață lingurar (Anas clypeata), rață pitică (Anas crecca), rață fluierătoare (Anas penelope), rață mare (Anas platyrhynchos), rață cârâitoare (Anas querquedula), rață pestriță (Anas strepera), gâscă cenușie (Anser anser), Aquila adalberti, acvilă de munte (Aquila chrysaetos), stârc cenușiu (Ardea cinerea), stârc roșu (Ardea purpurea), rață-cu-cap-castaniu (Aythya ferina), rața moțată (Aythya fuligula), buha (Bubo bubo), pasărea ogorului (Burhinus oedicnemus), chirighiță neagră (Chlidonias niger), barză albă (Ciconia ciconia), barză neagră (Ciconia nigra), șerpar (Circaetus gallicus), dumbrăveancă (Coracias garrulus), egretă albă (Egretta alba), egretă mică (Egretta garzetta), Elanus caeruleus, presură de grădină (Emberiza hortulana), lișiță (Fulica atra), Galerida theklae, becațină comună (Gallinago gallinago), cocor (Grus grus), vulturul pleșuv sur (Gyps fulvus), Hieraaetus fasciatus, acvilă pitică (Hieraaetus pennatus), piciorong (Himantopus himantopus), stârc pitic (Ixobrychus minutus), pescăruș negricios (Larus fuscus), pescăruș râzător (Larus ridibundus), ciocârlie de pădure (Lullula arborea), gaia neagră (Milvus migrans), gaia roșie (Milvus milvus), stârc de noapte (Nycticorax nycticorax), Oenanthe leucura, vultur pescar (Pandion haliaetus), cormoran mare (Phalacrocorax carbo), lopătar (Platalea leucorodia), corcodel mare (Podiceps cristatus), corcodel-cu-gât-negru (Podiceps nigricollis), turturică (Streptopelia turtur), silvie de tufiș (Sylvia undata), călifar alb (Tadorna tadorna), fluierarul de zăvoi (Tringa ochropus), nagâț (Vanellus vanellus)
- amfibieni (1): Discoglossus jeanneae
- mamifere (1): Microtus cabrerae
- nevertebrate (3): croitorul mare al stejarului (Cerambyx cerdo), fluturele auriu (Euphydryas aurinia), rădașcă (Lucanus cervus)
- pești (4): Achondrostoma arcasii, Cobitis paludica, Pseudochondrostoma polylepis, Rutilus alburnoides
- reptile (2): țestoasa de baltă (Emys orbicularis), Mauremys leprosa

Pe lângă speciile protejate, pe teritoriul sitului au mai fost identificate 9 specii de păsări, 3 specii de amfibieni, 2 specii de mamifere, 1 specie de reptile.